# Sjevernoazerbajdžanski jezik
Sjevernoazerbajdžanski jezik (ISO 639-3: azj), jedan od pet jezika azerbajdžanske poskupine južnoturkijskih jezika kojim govori 7 473 000 ljudi. Njime se govori na području Azerbajdžana (6 100 000; 2007); Armenije (161 000); Gruzije (360 000; 2007) i Rusije (622 000; 2002, u južnom Dagestanu). .
U Azerbajdžanu je nacionalni jezik. Ima brojne dijalekte: quba, derbend, baku, shamakhi, salyan, lenkaran, qazakh, airym, borcala, terekeme, qyzylbash, nukha, zaqatala (mugaly), qabala, yerevan, nakhchivan, ordubad, ganja, shusha (karabakh), karapapak.

## Vanjske poveznice
- Ethnologue (14th)
- Ethnologue (15th)